# Geschiedenis van Antarctica

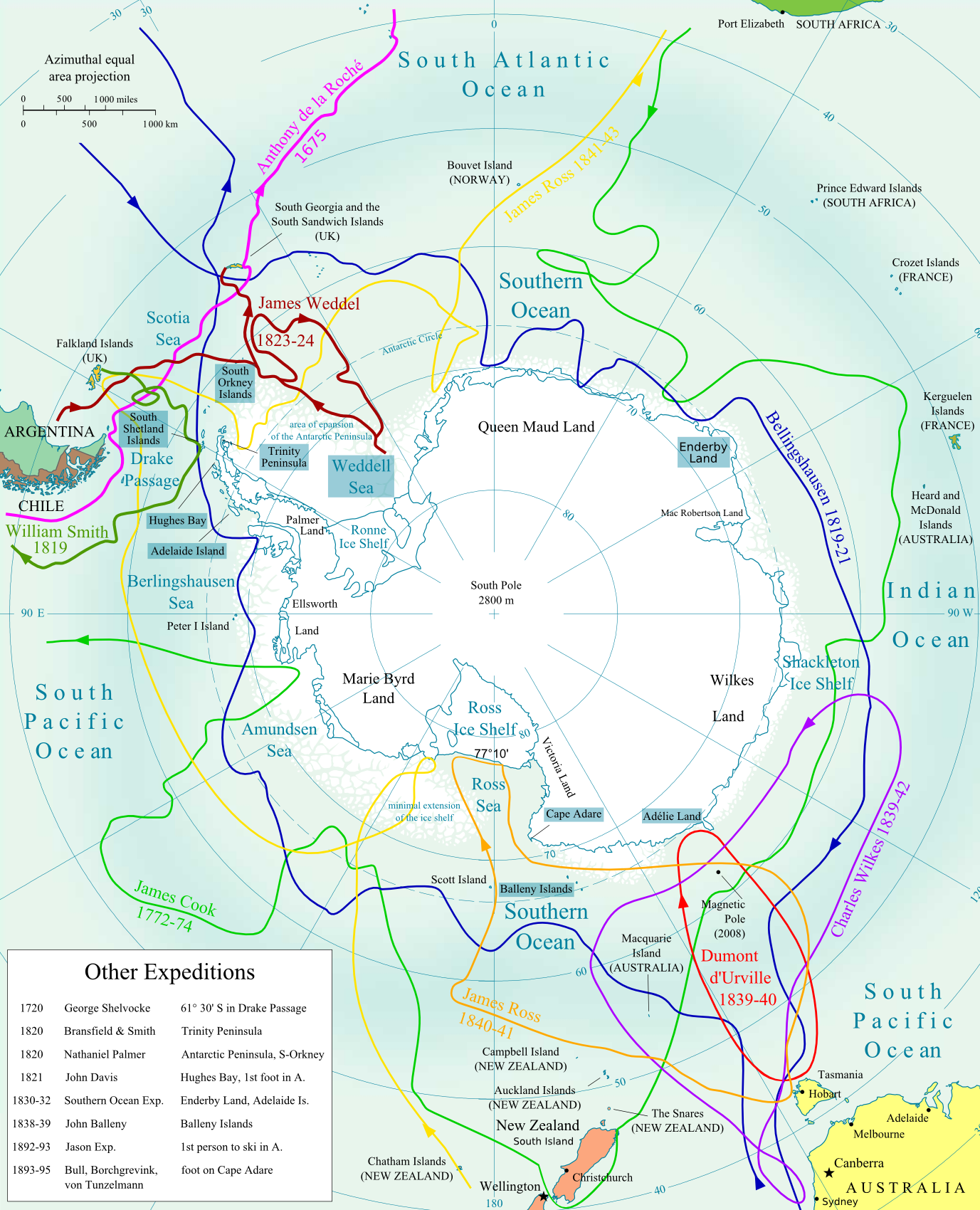
Reizen naar Antarctica voor 1897

De menselijke geschiedenis van Antarctica is de kortste van alle continenten, aangezien Antarctica voor zover bekend pas sinds 1820 door mensen werd ontdekt en bereikt.

## Vroegste geschiedenis
Sinds het uiteenvallen van Gondwana is Antarctica langzaam naar het zuiden geschoven. Sinds het Plioceen is het met ijs bedekt.
Toen het bewijs van een ronde aarde was geleverd, ging men ervan uit dat in het zuiden een enorm continent moest liggen om het zuiden beneden te houden. Men noemde dit het Onbekende Zuidland, of Terra Australis. Naarmate er meer van de wereld bekend werd, kromp dit continent steeds verder in op wereldkaarten – in het begin ging men er nog van uit dat Vuurland en Nieuw-Guinea er deel van uitmaakten.
Het definitieve bewijs dat zo'n reuzecontinent niet bestond, werd geleverd door James Cook, die tussen 1772 en 1775 drie keer ten zuiden van de poolcirkel voer. Het continent Antarctica kreeg hij echter nooit in zicht.

## Antarctica op oude kaarten
Wie als eerste het vasteland van Antarctica heeft gezien is niet duidelijk.
Op de Piri Reis-kaart uit 1513 wordt onder de westkust van Afrika en de oostkust van Zuid-Amerika de noordkust van een continent weergegeven waarvan de kustlijn opmerkelijke gelijkenis vertoont met de profielschets van het subglaciale landschap die de Zweeds-Britse Antarctica-expeditie in 1949 met seismische apparatuur maakte. 
Ook op een aantal andere kaarten, zoals een wereldkaart uit 1531 van Oronteus Finaeus, wordt op behoorlijk correcte wijze de kustlijn van Antarctica weergegeven, een kustlijn die al duizenden jaren onder het ijs verborgen is. Mercator nam in 1569 de kaart van Finaeus over in zijn Atlas. Tevens tekende hij Antarctica op verschillende kaarten die hij zelf dat jaar maakte.
Dit was aanleiding voor een aantal controversiële theorieën over een verloren beschaving die mogelijk de kustlijn van Antarctica in kaart heeft gebracht in een periode dat een deel ervan vrij van ijs was. Deze hypothese wordt uitvoerig besproken in het boek Maps of the Ancient Sea Kings van Charles Hapgood. Volgens Hapgood zijn in enkele gevallen de kenmerken bij Mercator nog beter te herkennen dan op de kaart van Finaeus, wat volgens hem aannemelijk maakt dat Mercator andere oude kaarten tot zijn beschikking had dan Oronteus Finaeus. Recente bevindingen tonen aan dat Koningin Maud Land en de op de Piri Reiskaart aangegeven gebieden langdurig ijsvrij zijn geweest in een periode die ongeveer zesduizend jaar geleden eindigde.
Maar mogelijk is het continent op deze kaarten gebaseerd op de mythe van een Terra Australis in plaats van op het echte Antarctica.

## 19e eeuw
Eind januari 1820 hebben drie verschillende expedities binnen zeer korte tijd Antarctica bereikt: de Rus Fabian von Bellingshausen, de Brit Edward Bransfield en de Amerikaan Nathaniel Palmer.
De Engelsman James Clark Ross ging vervolgens op zoek naar de (geografische) geomagnetische zuidpool. Deze bereikte hij niet, maar hij stuitte wel op het ijsgebied, dat naar hem Ross-ijsplateau is genoemd, evenals het eiland Ross. Ook de Fransman Jules Dumont d'Urville en de Belg Adrien de Gerlache slaagden hier niet in, hoewel ze wel een groot deel van de kustlijn in kaart wisten te brengen. Het poolschip van de Gerlache, de Belgica, raakte ingevroren zodat zijn expeditie werd gedwongen te overwinteren in Antarctica.

## Race naar de pool
In 1903 werd door Argentinië op de Zuidelijke Orkneyeilanden de Orcadasbasis gevestigd, de eerste permanent bewoonde nederzetting.
In het jaar 1902 deden Robert Falcon Scott en Ernest Shackleton een poging de geografische zuidpool te bereiken, waarbij ze tot 82°17′ ZB kwamen. In 1907 probeerde Shackleton het opnieuw. Het slaagde wederom niet – hij kwam tot 88°23' ZB – maar zijn expeditie bereikte wel de geomagnetische zuidpool en bovendien bereikte hij als eerste het Antarctisch Plateau.
Vier jaar later vertrokken expedities van Scott en de Noor Roald Amundsen ongeveer tegelijkertijd met als doel de pool te bereiken. Amundsen was eerder en op 14 december 1911 stond er voor het eerst een mens op de pool. Scott bereikte de pool ongeveer een maand later (dus in januari 1912), waar hij ontdekte dat Amundsen hem voor was geweest. Scott en zijn metgezellen overleefden echter de terugtocht niet.
In 1914 probeerde Shackleton het continent over te steken, maar deze poging mislukte. In 1929 slaagde Richard Evelyn Byrd daar wel in met een vliegtuig.
Als eerste vrouw zette Caroline Mikkelsen in 1935 voet op Antarctica.

## Verdrag inzake Antarctica
Na de Tweede Wereldoorlog waren er verschillende landen die Antarctica claimden, vooral Argentinië en Chili. Het Verenigd Koninkrijk maakte deze kwestie aanhangig voor het Internationaal Gerechtshof op 4 mei 1955. Tijdens het Internationaal Geofysisch jaar (1957-1958) onder leiding van de Belg Marcel Nicolet werden tal van expedities naar de zuidpool gezonden. In 1956 bouwden de Amerikanen het Zuidpoolstation Amundsen-Scott, precies op de zuidpool. Amundsen-Scott is sindsdien permanent bewoond en is daarmee uiteraard de zuidelijkste bewoonde plaats op aarde. In 1957 bouwden de Belgen de Koning Boudewijnbasis. 
In 1959 werd het Antarctisch Verdrag getekend, waarin de grootmachten afspraken af te zien van militarisering of economische ontwikkeling van Antarctica. In dit verdrag werd tevens afgesproken dat Antarctica neutraal grondgebied zou zijn en het niet door landen geclaimd mag worden, maar een aantal landen hielden zich daar niet aan. Vooral Argentinië, Chili en het Verenigd Koninkrijk hebben af en toe onenigheid, omdat ze overlappende sectoren opeisen. Deze landen gebruiken verschillende tactieken om hun claims te rechtvaardigen. Zo werd in 1978 in de Argentijnse sector voor het eerst een kind, Emilio Marcos de Palma, geboren.
In 1979 stortte een Nieuw-Zeelands vliegtuig neer op Mount Erebus, waarbij alle 257 inzittenden om het leven kwamen.

## Lijst van Zuidpoolstations en Zuidpoolexpedities

### Stations
- 2007-2009 : Prinses Elisabethbasis (B)

### Expedities
- 1997-1998 : Dixie Dansercoer (B) en Alain Hubert (B) steken volledig autonoom en te voet Antarctica over, in 99 dagen 3924 km.